# Mehnagar
Mehnagar é uma cidade e uma nagar panchayat no distrito de Azamgarh, no estado indiano de Uttar Pradesh.

## Geografia
Mehnagar está localizada a 25° 53′ N, 83° 07′ L. Tem uma altitude média de 61 metros (200 pés).

## Demografia
Segundo o censo de 2001, Mehnagar tinha uma população de 13,319 habitantes. Os indivíduos do sexo masculino constituem 52% da população e os do sexo feminino 48%. Mehnagar tem uma taxa de literacia de 63%, superior à média nacional de 59.5%: a literacia no sexo masculino é de 72% e no sexo feminino é de 53%. Em Mehnagar, 18% da população está abaixo dos 6 anos de idade.